# Mięsień C1
Mięsień C1, mięsień 109, mięsień 1 – mięsień występujący w prosomie skorpionów.
Jeden z zewnętrznych mięśni szczękoczułkowych. Mięsień ten bierze swój początek na przednio-środkowej części karapaksu, a kończy się, przyczepiając do przedniej części bocznej krawędzi protomerytu.